# Zelotes mesa
Zelotes mesa är en spindelart som beskrevs av Norman I. Platnick och Mohammad U. Shadab 1983. Zelotes mesa ingår i släktet Zelotes och familjen plattbuksspindlar. Inga underarter finns listade i Catalogue of Life.